# آندره‌آ مارکوویچی
آندره‌آ مارکوویچی (انگلیسی: Andrea Marcovicci؛ زادهٔ ۱۸ نوامبر ۱۹۴۸) بازیگر و خواننده رومانیایی‌تبار اهل ایالات متحده آمریکا است.
از فیلم‌ها یا برنامه‌های تلویزیونی که وی در آن نقش داشته‌است، می‌توان به کنکورد … فرودگاه ۷۹، کوجک، جبهه، روح کانترویل، جک خرس و دست اشاره کرد.